# Cyanolimnas cerverai
Cyanolimnas cerverai е вид птица от семейство Rallidae, единствен представител на род Cyanolimnas. Видът е критично застрашен от изчезване.

## Разпространение
Видът е разпространен в Куба.